# St. Vitus (Mundraching)

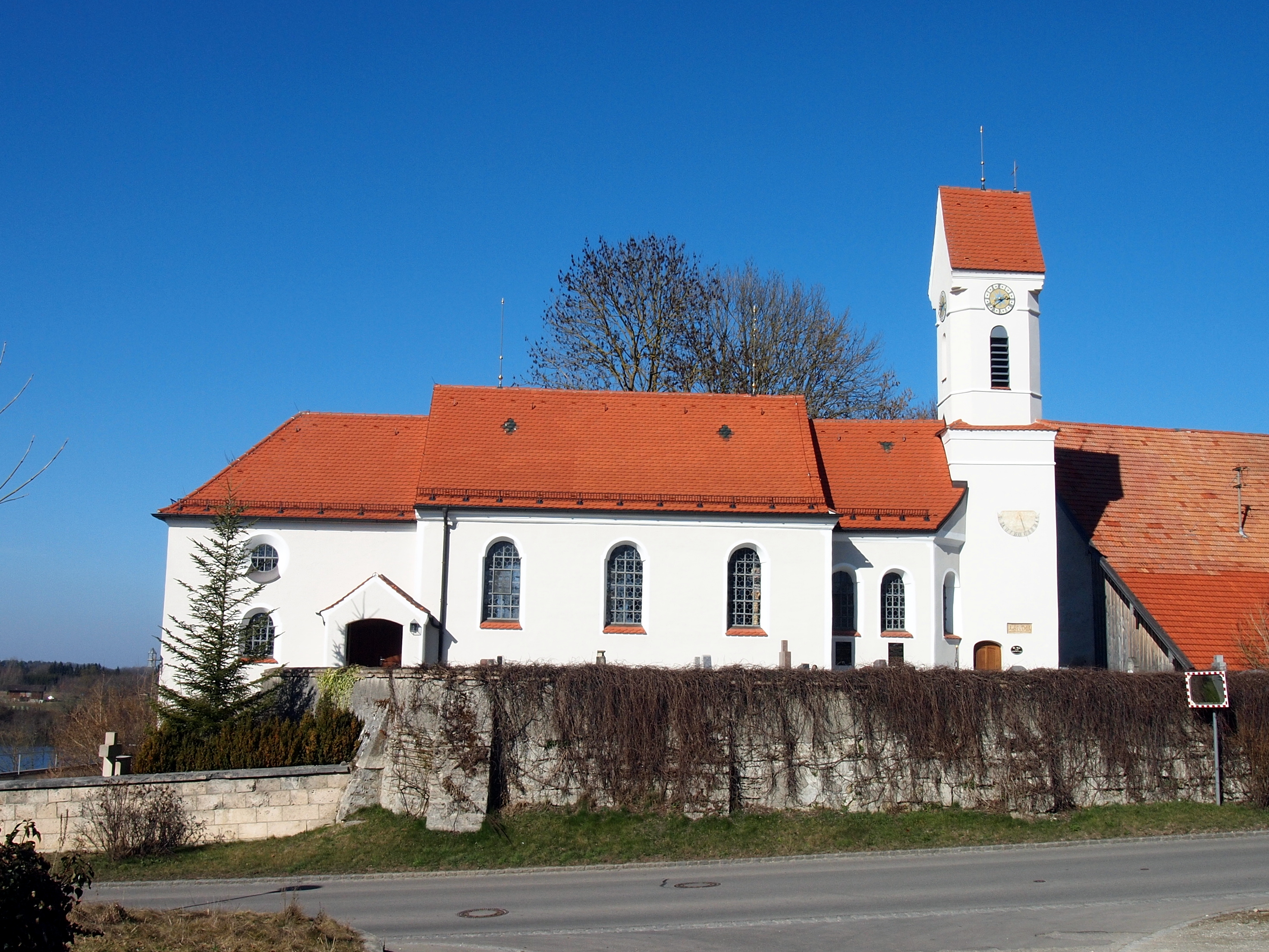
St. Vitus in Mundraching

Die römisch-katholische Filialkirche St. Vitus steht in Mundraching, einem Gemeindeteil von Vilgertshofen im oberbayerischen Landkreis Landsberg am Lech. Sie ist in der Liste der Baudenkmäler in Vilgertshofen als Baudenkmal unter der Nr. D-1-81-133-12 eingetragen. Die Kirche gehört zum Dekanat Landsberg des Bistums Augsburg.

## Beschreibung
St. Vitus in Mundraching ist eine Saalkirche, deren romanischer Ursprungsbau durch den Ausgrabungsbefund einer halbrunden Apsis belegt ist. Aus spätmittelalterlicher Zeit stammt der eingezogene spätgotische Chor im Osten des gegen 1690 nach einem Entwurf von Johann Schmuzer errichteten barocken Langhauses, das 1957 unter Verlegung des Portals nach Westen verlängert wurde. An den Chor sind die Sakristei an der Nordwand und der 1801 hinzugefügte Kirchturm auf quadratischem Grundriss an der Stirnwand angebaut. Das oberste Geschoss des mit einem Satteldach bedeckten Turms mit abgeschrägten Ecken enthält die Turmuhr und den Glockenstuhl.
Der Hochaltar wurde 1724 von Johann Luidl gebaut. Auf dem Altarretabel ist der heilige Veit dargestellt. Die aus der Kirche des abgebrochenen Klosters Wessobrunn stammenden Seitenaltäre aus Stuckmarmor werden Tassilo Zöpf zugeschrieben. Ihre Altarretabel gestaltete Johann Baptist Baader.